# The Sports Network
 (janvier 2023).
Pour l'agence de presse américaine, voir The Sports Network.
The Sports Network, plus connue sous le sigle TSN, est une chaîne de télévision sportive canadienne de langue anglaise appartenant à CTV Speciality Television, un groupe mené par Bell Média (70 %) et ESPN (30 %). Lancée le 1er septembre 1984, cette chaîne diffuse plusieurs événements sportifs, dont des matchs de la LNH, de la NCAA, de l’ATP, de l'IIHF de la WTA, de la NFL, de la NBA, de la MLS, de la MLB, de la FIFA, de la LAH, de la LCF et des courses de la Formule 1 et de la Nascar. Son équivalent de langue française, le Réseau des sports, offre une programmation similaire.

Logo de TSN (1984-2001)

Au 25 août 2014, TSN se divise en cinq chaînes : quatre régionales et une nationale.

## Historique
Le 2 avril 1984, la brasserie Labatt se voit accordée par le CRTC une licence pour une chaîne de télévision nommée Action Canada Sports Network. La chaîne a été lancée le 1er septembre 1984, en même temps que MuchMusic. Elle devient une filiale de la société Labatt Communications.
En août 1984, Vidéotron « dont la clientèle est à 85 p.cent francophone, a refusé de s'abonner parce que Sports Network n'aura rien en français ». Une entente est finalement parvenue en décembre 1984 alors que la chaîne s'engage à diffuser 10 heures de contenu en français par mois à partir du 1er septembre 1985,. La chaîne sportive, ainsi que MuchMusic, est uniquement accessible, sans frais supplémentaires, qu'aux abonnés de la télé payante (Super Écran) au prix de 15,95 $ par mois, avec un décodeur.
En 1995, la brasserie Labatt est rachetée par la brasserie belge Interbrew, depuis InBev. Le CRTC oblige la vente de Labatt Communications à un groupe d'investisseurs majoritairement canadien. Le groupe est formé d'ESPN, Stephen Bronfman, la Caisse de dépôt et placement du Québec, Reitmans, et des anciens directeurs, puis la société est renommée NetStar Communications.
En 1997, une chaîne nommée TSN Alternate est distribuée par satellite et servait principalement à offrir de la programmation alternative à la chaîne aux câblodistributeurs lorsqu'un match était sujet à un blackout. Elle est devenue TSN2 en août 2009.
En 2000, ESPN a réussi à bloquer les deux tentatives de vente de NetStar à Canwest. CTV Inc. s'est porté acquéreur des parts canadiennes, mais a dû se départir de ses parts dans CTV Sportsnet, que l'actionnaire minoritaire Rogers Media a acquis. Par contre, la chaîne est demeurée dans les studios de CFTO-DT à Toronto jusqu'en 2008 alors que la production de TSN a déménagé dans le même immeuble. CTV Inc. a été acquis par Bell Canada et The Globe and Mail, formant Bell Globemedia.
Le 2 novembre 2001, un accord tripartite est signé entre la Ligue nationale de hockey, la Société Radio-Canada (CBC) et TSN pour la diffusion en anglais des saisons 2002-03 à 2006-07 de la LNH. TSN verse 100 millions de dollars sur 5 ans à la Ligue pour les droits de diffusion d'environ 60 matches par saison. CBC conserve sa programmation du samedi (Hockey Night in Canada) et l'exclusivité de la diffusion des séries d'équipes canadiennes.
Le 31 mai 2002, CTV annonce le renommage de NetStar Communications, dont ESPN détient 20 %, en CTV Specialty Television.
Des chaînes numériques dérivées ont été lancées, dont ESPN Classic, NHL Network et WTSN (en). La version haute définition de la chaîne a été lancée le 15 août 2003.
Le 25 août 2014, TSN se divise en cinq chaînes distinctes :
- TSN1 devient la chaîne principale pour la Colombie-Britannique, l'Alberta et le Yukon.
- TSN2 devient la chaîne nationale. Elle diffuse les matchs régionaux des Canadiens de Montréal.
- TSN3 est la chaîne pour la Saskatchewan et le Manitoba, les Territoires du Nord-Ouest et le Nunavut et diffuse les matchs régionaux des Jets de Winnipeg.
- TSN4 est la chaîne pour la majorité de l'Ontario, elle diffuse les matchs régionaux des Maple Leafs de Toronto.
- TSN5 est la chaîne pour l'est de l'Ontario, le Québec, et les Provinces de l'Atlantique. Elle diffuse les matchs régionaux des Sénateurs d'Ottawa.

Hors ces matchs régionaux, les cinq chaînes, toutes disponibles chez la plupart des distributeurs canadiens, sont utilisées pour diffuser des matchs différents d'un même sport, tels que le US Open de tennis 2014, mais autrement, elles diffusent la même programmation. Malgré cela, la diffusion du match de la 104e Coupe Grey en novembre 2016 a eu lieu simultanément sur les quatre chaînes régionales, obligeant la diffusion d'un match régional des Sénateurs d'Ottawa sur le service payant NHL Center Ice (en).
Une version 4K de la chaîne a été lancée le 20 janvier 2016.